# Hippurella elegans
Hippurella elegans är en nässeldjursart som beskrevs av John Fraser 1937. Hippurella elegans ingår i släktet Hippurella och familjen Plumulariidae. Inga underarter finns listade i Catalogue of Life.